# Koleje Cukrowni Lublin
Koleje Cukrowni Lublin – linie kolejowe, w większości zlikwidowane wąskotorówki, które należały do Cukrowni Lublin lub były przez nią eksploatowane. Cukrownia ta, znajdująca się w Lublinie przy ulicy Krochmalnej 13 i działająca w latach 1895-2008, w różnych okresach swojej działalności wykorzystywała następujące kolejki:

## Bocznica normalnotorowa ze stacji Lublin
- Rozstaw toru - 1435 mm
- Trakcja - spalinowa

Bocznica ta, wraz z układem torowym na terenie cukrowni, została zlikwidowana w 2010 r.

## Cukrownia-Szosa Kraśnicka
- Rozstaw toru - 750 mm
- Trakcja - parowa

Wybudowana w roku 1926, zlikwidowana w latach 60.

## Kolej wąskotorowa na terenie cukrowni
- Rozstaw toru - 600 mm
- Trakcja - parowa, spalinowa

## Sadurki
- Rozstaw toru - 750 mm
- Trakcja - parowa

Wybudowana w latach 1923-1925. Część odcinków zlikwidowano około roku 1937, resztę przekazano Cukrowni Garbów, całkowita likwidacja po II wojnie światowej. Istniały następujące odcinki:
- stacja Sadurki (styk z siecią normalnotorową) - Czesławice
- stacja Sadurki - Miłocin - Palikije Pierwsze
- stacja Sadurki - Dwór Antopol
- krótko istniejące odcinki do Bełżyc i Wojciechowa, a być może jeszcze jakieś inne

Uwaga: obecna stacja Sadurki pierwotnie nazywała się Nałęczów, aktualna nazwa od 1925

## Milejów
- Rozstaw toru - 600 mm, 750 mm
- Trakcja - konna, parowa, spalinowa

## Bystrzyca-Łęczna
- Rozstaw toru - 600 mm
- Trakcja - parowa